# فيليكا نوفوسيلكا (دونيتسك)
فيليكا نوفوسيلكا (Велика Новосілка) هي مدينة في أوبلاست دونيتسك في أوكرانيا.
يبلغ عدد سكانها حوالي 7031 نسمة.

## أعلام
- ميكولا شابارينكو